# Podocarpus oleifolius
Podocarpus oleifolius es una especie de conífera en la familia de las podocarpáceas.
Conocida como pino romeron o chaquiro, se halla en Colombia, Costa Rica, Ecuador, El Salvador, Guatemala, Honduras, México, Panamá, Perú, Venezuela .
Árboles o arbustos dioicos, densamente ramificados. Hojas dispuestas en espiral, numerosas, rígidas, linear–lanceoladas. Conos masculinos laterales en ramas foliosas, solitarios o agrupados, sésiles o pedunculados. Conos femeninos en pedúnculos axilares con 1–2 óvulos invertidos rodeados por el epimacio, brácteas a menudo incluidas en el eje y junto con las brácteas estériles volviéndose un receptáculo carnoso. Semillas sobre el pedúnculo delgado y el receptáculo carnoso, ovoide-globosas, con una cresta apical muy corta.
El género Podocarpus consta de 94 especies distribuidas en las regiones tropicales y templadas del hemisferio austral y extendiéndose hacia el norte hasta México y el Japón. En el Ecuador están representadas 3 especies propias de los bosques andinos: Podocarpus glomeratus D. Don, P. oleifolius D. Don y P. sprucei Parlatore.
Usos: Leña, carpintería, muebles finos.